# Мар'ян Рехович
Ма́р'ян Ю́зеф Рехо́вич (пол. Marian Józef Rechowicz; 4 вересня 1910, м. Гусятин — 29 вересня 1983, Люблін) — польський релігійний діяч, учений, педагог. Професор і ректор (1956—1965) Люблінського католицького університету, єпископ — апостольський адміністратор з резиденцією в Любачеві.

## Життєпис
Батько — Міхал, власник кількох торгових підприємств, загинув під час Першої світової війни в 1916 році. Мати — дружина батька Марцеліна з Цукровських.
Від 1921 року навчався в Теребовельській класичній гімназії, де закінчив 5 класів. У 1925 році вступив до Малої архиєпископської семінарії у Львові, одночасно навчаючись у Х гімназії імені Генрика Сенкевича, де в 1928 році склав матуру. Священничі свячення отримав 22 червня 1933. У 1933—1934 роках — вікарій і катехит у Струсові, у 1934—1936 — у Тернополі (тут також входив до складу редколегії газети «Głos polski», яку видавало «Товариство школи людової»), у 1936—1938 — на парафії при костелі святої Ельжбети у Львові. У цьом місті також був катехитом приватної жіночої гімназії ім. Юліуша Словацького. Працював також молодшим та старшим асистентом Львівського університету. Викладав у Ягайлонському університеті з 1945 до 1950 року. Потім — професор і ректор Люблінського католицького університету. Завдяки його діяльности університет увійшов до «Association Internationale des Universités».
3 березня 1974 році висвячений на єпископа примасом Стефаном Вишинським. 31 грудня 1973 призначений титулярним єпископом пуп'янським та апостольським адміністратором Львівської архидієцезії. Один з організаторів заснування наукових збірників — квартальника «Zeszyty Naukowe KUL» та піврічника «Archiwa, Biblioteki i Muzea Kościelne».
В 1983 році заснував Колегію для кліриків.
Автор понад 170 праць, зокрема, біограмів у Польському словнику біографічному, низки публікацій; редактор багатьох збірників.
Помер від серцевого нападу 29 вересня в шпиталі у Любліні. Похований 1 жовтня 1983 року в єпископському гробівці на цвинтарі в Любачеві. Поховальну церемонію відправив вроцлавський митрополит Генрик Роман Гульбінович.

## Відзначення
За наукові заслуги отримав звання doktora honoris causa Католицького університету в Ліллі.

## Зауваги
1. ↑  іноді Маріан-Юзеф
2. ↑  є дата також 23 вересня → Ks. Marian Józef Rechowicz (1910-1983)